# 인라인다운힐
인라인다운힐(Inline downhill)은 인라인 스케이트 장비를 착용하고 내리막길 코스를 주행하는 스포츠이다.

## 같이 보기
- 세계 롤러스포츠 연맹